# عاصم جابر
الدكتور عاصم جابر دبلوماسي لبناني، وهو سفير لبنان السابق في روسيا، قدم أوراق اعتماده إلى الرئيس الروسي فلاديمير بوتين في 22 كانون الثاني 2004.

## نشاته
ولد في لبنان عام 1946. متزوج ولديه اثنين من الأطفال.

درس الحقوق ونال إجازة فيها كما حمل الماستر في القانون العام، والدكتوراه في القانون الدولي من الجامعة اللبنانية في بيروت

## الحياة المهنية
- سكرتير مساعد في القنصلية اللبنانية في جدة، المملكة العربية السعودية (1972-1977).
- القائم بالأعمال في سفارة لبنان في هافانا، كوبا (1977-1979).
- مستشار في مركز أبحاث وزارة الخارجية، بيروت، لبنان (1979-1981).
- القائم بالأعمال، في سفارة لبنان في كوناكري، غينيا،
- (1981-1983). سفير لبنان في أكرا، غانا
- (1983-1988). مدير إدارة المراسم بوزارة الخارجية، بيروت، لبنان (1988-1990).
- سفير لبنان في أوتاوا، كندا، (1990-2000)
- عميد السلك الدبلوماسي العربي (1994-2000).
- مدير الشؤون الإدارية والمالية بوزارة الخارجية، بيروت، لبنان (2000-2003).
- سفير لبنان في موسكو، روسيا (2003-2010)
- عميد السلك الدبلوماسي العربي (2008-2010).
- متقاعد، منذ يونيو 2010 وعضو اللجنة الإدارية لدائرة سفراء اللبنانية، بيروت، لبنان، حيث تولى رئاسة تحرير المجلة الدبلوماسية وإدارة الموقع الإلكتروني للمنتدى.
- اختاره مجلس الخدمة المدنية عدة مرات للمشاركة في اللجنة الفاحصة لمباريات السلك الخارجي اللبناني، رئيساً للجنة او عضوا فيها.

## أعمال أخرى
- محاضر سابق في القانون. كلية الحقوق في الجامعة اللبنانية، بيروت، لبنان.
- نشر أبحاثا عدة ومقالات وكتب، أهمها كتابه الوظيفة "القنصلية والدبلوماسية في القانون والممارسة" ١٩٨٤ الطبعة الأولى و ٢٠٠٢ الطبعة الثانية، وكتابه " الدبلوماسية اللبنانية ولادة ومسار ١٩٣٧ - ٢٠٢٠ جزءان.
- حامل للعديد من الأوسمة والجوائز وشهادات التكريم بينها وسام التعاون الدولي الروسي العالي المستوى.